# Eduard Arkadjewitsch Assadow
Eduard Arkadjewitsch Assadow (russisch Эдуард Аркадьевич Асадов; * 7. September 1923 in Mary, Autonome Sozialistische Sowjetrepublik Turkestan; † 21. April 2004 in Odinzowo, Russland) war ein russischer Dichter und Prosaist.

## Leben
Assadow wurde am 7. September 1923 in Mary in der damaligen ASSR Turkestan in einer armenischen Familie geboren. Seine Eltern waren Lehrerin und Lehrer; nach dem Tod seines Vaters 1929 zog er mit seiner Mutter nach Swerdlowsk, wo sein Großvater Iwan (Owanes) Kalustowitsch Kurdow wohnte. Dieser war in jungen Jahren Sekretär von Nikolai Gawrilowitsch Tschernyschewski gewesen.
1939 zog Assadow nach Moskau, wo er 1941 die Schule abschloss. Als eine Woche später der deutsche Überfall auf die Sowjetunion erfolgte, meldete er sich freiwillig. An der Front war er zunächst als Mörserschütze tätig, später befehligte er eine Batterie von Katjuschas an der Nordkaukasusfront und der 4. Ukrainischen Front.
In der Nacht vom 3. auf den 4. Mai 1944 erlitt Assadow bei Kampf um Sewastopol beim Dorf Belbek eine schwere Gesichtsverletzung durch einen Minensplitter. Trotz dieser Verletzung schaffte er es, einen Lastkraftwagen mit Munition zur Batterie zu bringen. Allerdings schafften es die Ärzte trotz einer langwierigen Behandlung nicht, seine Augen zu retten, was dazu führte, dass er bis zum Ende seines Lebens eine schwarze Halbmaske tragen musste.
1946 schrieb sich Assadow am Maxim-Gorki-Literaturinstitut ein, das er 1951 mit Bravour abschloss. Im selben Jahr wurde sein erstes Gedichtband „Swetlaja doroga“ (russ. „Светлая дорога“ – „Heller Pfad“) veröffentlicht und er wurde in die Kommunistische Partei der Sowjetunion sowie den Schriftstellerverband der UdSSR aufgenommen.
Seine letzten Jahre verbrachte der Schriftsteller im Dorf Krasnowidowo bei Moskau. Er starb am 21. April 2004 in Odinzowo und wurde in Moskau auf dem Kunzewoer Friedhof beigesetzt.

## Werke
Assadow veröffentlichte zwischen 1956 und 2001 47 Bücher. Er arbeitete außerdem zu verschiedenen Zeiten als Berater für die Zeitschriften Literaturnaja gaseta, Ogonjok sowie Molodaja Gwardija.

### Auswahl einiger Werke
- U ljubwi ne byvaet rasluk (russ. У любви не бывает разлук) — ISBN 5-699-02419-0
- Sobranie sotschinenij v schesti tomach (russ. Собрание сочинений в шести томах) — ISBN 5-86436-331-6
- Doroga w krylatoe savtra (russ. Дорога в крылатое завтра) – ISBN 5-699-04893-6
- Kogda stichi ulybajutsja (russ. Когда стихи улыбаются) – ISBN 5-699-06268-8

## Auszeichnungen
- Verdienstorden für das Vaterland 4. Klasse für „besondere Verdienste in der Entwicklung der vaterländischen Literatur“[3]
- Orden der Ehre für „besonderen Beitrag zur vaterländischen Literatur“[4]
- Orden der Völkerfreundschaft für „Verdienste in der Entwicklung vaterländischer Literatur und der Festigung internationaler kultureller Beziehungen“[5]
- Leninorden
- Orden des Vaterländischen Krieges 1. Klasse
- Orden des Roten Sterns
- Zweimalig Ehrenzeichen der Sowjetunion
- Medaille „Für die Verteidigung Leningrads“
- Medaille „Für die Verteidigung Sewastopols“
- Medaille „Für den Sieg über Deutschland“
- Ehrenbürger von Sewastopol

Am 18. November 1998 wurde Assadow durch das Permanente Präsidium des Volksdeputiertenkongresses der Titel „Held der Sowjetunion“ verliehen.